# 독안산성
독안산성(南二 독안山城)은 충청북도 청주시 서원구 남이 부용 외천리와 세종특별자치시 부강면 문곡리에 걸쳐 있는 삼국시대의 석축산성이다. 2017년 3월 17일 청주시의 향토유적 제30호로 지정되었다.

## 지정 사유
남이 부용 외천리와 세종시 부강면 문곡리에 걸쳐 있는 삼국시대 석축산성이다. 청주-부강간 교통로상에 위치하고 있다.